# مود آدامز
مود إيوينغ آدامز كيسكادن (بالإنجليزية: Maude Adams)‏ (11 نوفمبر 1872 - 17 يوليو 1953)، والمعروفة باسم مود آدامز، هي ممثلة أمريكية حققت أكبر نجاح لها كشخصية بيتر بان، ولعبت دورها لأول مرة عام 1905 في إنتاج برودواي لبيتر بان، أو الصبي الذي لن يكبر. جذبت شخصية آدامز جمهورًا كبيرًا وساعدتها على أن تصبح أكثر نجاحًا والأعلى أجرا في وقتها، مع دخل سنوي يزيد عن مليون دولار خلال ذروة عملها.
بدأت آدامز في الأداء كطفلة أثناء مرافقة والدتها الممثلة في جولة لها. في سن السادسة عشر، ظهرت لأول مرة في برودواي، وتحت إدارة تشارلز فرومان، أصبحت مؤدية مشهورة إلى جانب الممثل الرئيسي جون درو الابن في أوائل تسعينيات القرن التاسع عشر. ابتداءً من عام 1897، تألقت آدامز في دور جي إم باري، بما في ذلك الوزير الصغير، وشارع الجودة، وماذا تعرف كل امرأة وبيتر بان. جعلت هذه الإنتاجات من آدامز الممثلة الأكثر شعبية في أمريكا. أدت أيضًا العديد من المسرحيات الأخرى. كانت آخر مسرحية لها في برودواي، عام 1916، قبلة لسندريلا. بعد تقاعدها لمدة 13 عامًا، ظهرت في المزيد من مسرحيات شكسبير ثم درست التمثيل في ميزوري. ثم تقاعدت في شمال نيويورك.

## نشأتها ومسيرتها المهنية
ولدت آدامز في سولت ليك سيتي، يوتا، وهي ابنة آسانيث آن (كنيتها قبل الزواج آدامز) وجيمس هنري كيسكادن. كانت والدة آدامز ممثلة، وكان والدها يعمل في بنك وفي منجم. لا يعرف سوى القليل عن والد آدامز، الذي مات عندما كانت صغيرة. لم يكن جيمس مورمونيًا، وكتبت آدمز ذات مرة عن والدها أنه كان أمميًا. تُعد كنية العائلة كيسكادن كنيةً إسكتلندية. من جانب والدتها، تحول جد جدها بلات بانكر إلى المورمونية ونقل عائلته إلى ميزوري، حيث تزوجت ابنته جوليا من برنابوس آدامز. هاجر بارنابوس وجوليا كجزء من أول شركة دخلت وادي بحيرة الملح مع بريغام يونغ في عام 1847، حيث قطع الأخشاب لبحيرة سولت ليك تابرناكل. كان آدامز أيضًا سليلًا لمسافر مايفلاور جون هاولاند.
ظهرت آدمز على خشبة المسرح في عمر شهرين في مسرحية الطفل المفقود في مسرح سولت ليك سيتي بريغام يونغ. ظهرت مرة أخرى في عمر تسعة أشهر بين ذراعي والدتها. بسبب اعتراضات والدها، بدأت آدامز تتصرف كطفلة صغيرة، واعتمدت اسم والدتها قبل الزواج كاسم مسرحي لها. قاموا بجولة في جميع أنحاء غرب الولايات المتحدة مع فرقة مسرحية مثلت في المناطق الريفية وبلدات التعدين وبعض المدن. في سن الخامسة، تألقت آدامز في مسرح سان فرانسيسكو بشخصية شنايدر الصغيرة في مسرحية فريتز، ابن عمنا الألماني وأدريان رينود في مسرحية قضية مشهورة. في سن التاسعة، عاشت آدامز مع جدتها المورمونية وأبناء عمومتها المورمون في سولت ليك سيتي، بينما بقيت والدتها في سان فرانسيسكو. ليس واضحًا إن كانت قد انتسبت كعضو في كنيسة يسوع المسيح لقديسي الأيام الأخيرة كما فعلت والدتها. لم تعمد قط في الكنيسة المشيخية، رغم التحاقها بالمدرسة المشيخية. في وقت لاحق من حياتها، أخذت آدامز تفرعات طويلة في الأديرة الكاثوليكية، وفي عام 1922 تبرعت بعقاراتها في بحيرة رونكونكوما، نيويورك، إلى راهبات الكنيسة، لاستخدامها كبيت للابتداء والتراجع. لم تتحول أبدًا إلى الكاثوليكية ولم تتطرق للموضوع في أي مقابلات.
ظهرت آدامز لأول مرة في نيويورك في سن العاشرة في إزميرالدا ثم عادت لفترة وجيزة إلى كاليفورنيا. عادت بعدها إلى سولت لايك سيتي للعيش مع جدتها ودرست في معهد سولت ليك الجامعي. كتبت لاحقًا عن سولت ليك سيتي: «يتمتع سكان الوادي بأخلاق لطيفة، كما لو كانت معنوياتهم تتحرك بكرامة». كتبت آدامز لاحقًا مقالة قصيرة بعنوان أقل شخص أعرفه، إذ وصفت صعوبتها في اكتشاف شخصيتها أثناء لعب العديد من الأدوار المسرحية عندما كانت طفلة.

## المسيرة المهنية في بدايات البلوغ
عادت آدامز إلى مدينة نيويورك في سن السادسة عشر لتظهر في مسرحية باي ماستر. أصبحت بعد ذلك عضوًا في شركة المسرح إي. هـ. سوثرن في بوسطن، وظهرت في مسرحية الدافع الأكبر، ثم في برودواي في مسرحية لورد شوملي عام 1888. ثم ألقى بها تشارلز هويت في مسرحية جرس منتصف الليل إذ انتبه لها الجمهور والنقاد. في عام 1889، وبإحساسه بوجود نجمة جديدة محتملة على يديه، عرض عليها هويت عقدًا مدته خمس سنوات، لكن آدامز رفضت لصالح عرض أقل من المنتج القوي تشارلز فرومان الذي سيطر منذ ذلك الوقت على حياتها المهنية. وسرعان ما تركت وراءها أجزاء الأحداث وبدأت تلعب أدوارًا رائدة لفرومان، غالبًا إلى جانب والدتها. في عام 1890، طلب فرومان من دافيد بيلاسكو وهنري ميل كتابة جزء من دورا بيرسكوت من أجل آدامز خصيصًا في مسرحيتهم الجديدة رجال ونساء، التي كان فرومان ينتجها. في العام التالي، ظهرت بشخصية نيل في مسرحية الفردوس المفقود.
في عام 1892، أنهى جون درو الابن (أحد النجوم البارزين في ذلك الوقت) ارتباطه لمدة 18 عامًا مع أوغستين دالي وانضم إلى شركة فرومان. ربط فرومان آدامز ودرو في سلسلة من المسرحيات بدءًا من الكرة المقنعة ونهايةً مع روزماري عام 1896. أمضت آدامز خمس سنوات كسيدة رائدة في شراكة مع جون درو. هناك، أشيد بعملها بسبب سحرها ودقتها وبساطتها. افتتحت عرض مسرحية الكرة المقنعة في 8 أكتوبر 1892. جاء الجمهور لرؤية نجمهم، درو، لكن آدمز حفرت في ذاكرتهم. كان أفضل ذكرياتها مشهد تظاهرت فيه شخصيتها بالنصيحة وتلقت على إثرها تصفيقًا لمدة دقيقتين في ليلة الافتتاح. كان درو هو النجم، لكن آدامز أطلت على الجمهور اثني عشر مرة من خلف الستارة، وكان النقاد الفاترون في السابق يقدمون مراجعات سخية بحقها. كتب هاربرز ويكلي: «من الصعب أن نرى فقط من سيمنع الآنسة آدمز من أن تصبح الداعية الرائدة للكوميديا الخفيفة في أمريكا». وكتبت صحيفة نيويورك تايمز أن آدامز وليس جون درو، حققت نجاحًا للكرة المقنعة في بالمرز، وهي نجمة الكوميديا. تحدث المدير تشارلز فرومان، في محاولة لاستغلال نجمته: «بدأ المشهد الغامض بآدمز لتصبح في طريقها أن تكون المفضلة بين جماهير نيويورك وأدت المسرحية لمدة ثمانية عشر شهرًا.
تبعتها مسرحيات أقل نجاحًا، بما في ذلك الفراشات ودكان باوبل وكريستوفر الابن والزوجان الشابان المحتالان وساحة السيدات. لكن عام 1896 شهد طفرة في أداء آدامز في مسرحية روزماري، وهي كوميديا عن الفرار الفاشل لزوجين شابين، يحميهما رجل مسن (درو)، تلقت المسرحية إشادة نقدية ونجاحًا في شباك التذاكر (البوكس أوفيس).

## وصلات خارجية
- مود آدامز على موقع IMDb (الإنجليزية)
- مود آدامز على موقع الموسوعة البريطانية (الإنجليزية)
- مود آدامز على موقع قاعدة بيانات برودواي على الإنترنت (الإنجليزية)
- مود آدامز على موقع إن إن دي بي (الإنجليزية)

- مود آدامز في قاعدة بيانات الأفلام على الإنترنت